# Museo de Arte Sacro
Museo de Arte Sacro es aquel museo en el que se exponen  producciones artísticas que tienen como fin un culto a lo sagrado o divino. muestras que son consideradas como arte sacro. En determinados casos, puede ser el propio edificio en que se alberga, parte o elementos de él, un museo en sí mismo, como las catedrales, mezquitas, sinagogas u otros edificios dedicados al culto.
Según el Plan Estadístico Nacional, sobre Estadística de Museos y Colecciones Museográficas implantada en el año 2000 en España, los Museos y Colecciones Museográficas de arte sacro, desde 2002, se encuadran en la categoría tipológica de Bellas Artes.

## Museos existentes
Existen muy diversos Museos de Arte Sacro distribuidos por todo el planeta, según características culturales y religiosas propias de cada pueblo y lugar.

## América del Sur

### Argentina
- Museo de Arte Sacro de San Miguel de Tucumán

### Brasil
- Museo de Arte Sacro de Bahía
- Museo de Arte Sacro de Ouro Preto
- Museo de Arte Sacro de Uberaba
- Museo de Arte Sacro de Pernambuco
- Museo de Arte Sacro de Goiana
- Museo de Arte Sacro de Recife
- Museo de Arte Sacro de São Paulo

### Chile
- Museo de Arte Sagrado

### Paraguay
- Museo de Arte Sacro de la Fundación Nicolás Darío Latourrette Bo

## Europa

### España
Cultura cristiana
- Museo de Arte Sacro de Bilbao, situado en el antiguo Convento de la Encarnación (Bilbao).
- Museo Diocesano de Arte Sacro de Las Palmas de Gran Canaria que se encuentra en el Patio de Los Naranjos de Catedral de Canarias.
- Museo de Arte Sacro de Bembibre, Museo de Arte Sacro “El Santo” o Museo de la Semana Santa.
- Museo de Arte Sacro de Santa María la Blanca (Toledo).
- Museo de Arte Sacro de la Catedral de San Cristóbal de La Laguna, Tenerife.
- Museo de Arte Sacro del Convento de Santa Clara de Asís de La Laguna, Tenerife.
- Museo de Arte Sacro de la Iglesia de la Concepción de La Orotava, Tenerife.
- Colección Museográfica de Arte Sacro de Melilla.

Cultura hebraica
- Sinagoga del Tránsito

### Italia
- Museo Diocesano de Arte Sacro Santa Apolonia de Venecia.

### Portugal
- Museo de Arte Sacro de São Roque
- Museo de Arte Sacro de Viseu